# Calophasia casta
Calophasia casta là một loài bướm đêm trong họ Noctuidae.